# 夏靖庭
夏靖庭（1964年8月8日－），台灣男演員，1979製片協會演員訓練班第13期結業，1981年加入蘭陵劇坊，1984年開始參與電影演出，1986年進入台灣電視公司簽約成為基本演員。
演出作品繁多，包括綜藝短劇、電影、電視劇及舞台劇，曾演出偶像劇《薰衣草》中Leo經紀人Peter，《公主小妹》中的管家伊森川，《萌學園》中的帕主任，2003年演出公視《公主徹夜未眠》，獲得金鐘獎單元劇最佳男配角獎殊榮。又於2009年演出公視《三十秒過後》，獲得金鐘獎最佳迷你劇集男主角獎殊榮。他還被奧斯卡外語片得主彼得弗達考斯基（Peter Fudakowski）相中，找他在電影《海上情謎》飾演華人船員，他為這角色努力練英文，精采演技更被外籍導演彼得弗達考斯基大讚「是合作過最優秀的演員之一」。2016年與中國大陸女友結婚，育有兩子。
1989年至1996年曾因持有槍械及改造槍械、吸食安非他命等罪名被判刑入監，1996年5月30日假釋出獄。2007年再度因吸食安非他命受戒治處分。眾多吸毒藝人當中，以其堅強的意志與毅力重返演藝圈，表現並獲得大眾認可，近年來並參與馬拉松及健身運動，將體能與狀態保持良好。

## 電影
| 年份              | 片名                          | 飾演         | 導演             |
| 上映電影          |                               |              |                  |
| 1985              | 結婚                          |              | 陳坤厚           |
| 1985              | 最想念的季節                  |              | 陳坤厚           |
| 1985              | 超級市民                      | 武雄         | 萬仁             |
| 1986              | 八二三炮戰                    | 凸仔         | 丁善璽           |
| 1988              | 怨女                          | 木匠         | 但漢章           |
| 1999              | 小百無禁忌 - 門底下的腳影子   | 爸爸         | 蔣蕙蘭           |
| 2002              | 挖洞人                        | 烏龜         | 何平             |
| 2006              | 國士無雙                      |              | 陳映蓉           |
| 2011              | 翻滾吧！阿信                  | 黃教練       | 林育賢           |
| 2011              | 麵引子                        | 白頭翁       | 李祐寧           |
| 2011              | 電哪吒                        | 瘋狗         | 李運傑           |
| 2012              | 痞子英雄首部曲 : 全面開戰     | 劉復南       | 蔡岳勳           |
| 2012              | 陣頭                          | 阿信爸       | 馮凱             |
| 2013              | 港都2012                      | 李兩全       | 周守訓           |
| 2015              | 海上情謎 (Secret Sharer)      | Mong Lin     | Peter Fudakowski |
| 2015              | 角頭                          | 陳文正(文正) | 李運傑           |
| 2016              | 萌學園之尋找磐古              | 帕滑落地     | 李權峰           |
| 2018              | 幸福城市                      | 刑警         | 何蔚庭           |
| 2019              | 返校                          | 方道勤       | 徐漢強           |
| 2022              | 民雄鬼屋                      | 吳添財       | 劉邦耀           |
| 2024              | 角頭—大橋頭                   | 陳文正(文正) | 姜瑞智           |
| 2025              | 角頭—鬥陣欸                   | 陳文正(文正) | 姜瑞智           |
| 電視電影/網路電影 |                               |              |                  |
| 2003              | 公視人生劇展- 我倆沒有明天    | 雇主         | 林靖傑           |
| 2009              | 公視人生劇展- 三十秒過後      | 阿定         | 郭春暉           |
| 2010              | 黑貓大旅社                    | 老鄧         | 徐麗雯           |
| 2010              | 公視人生劇展- 戀戀木瓜香      | 廖文正       | 郭春暉           |
| 2015              | 公視人生劇展- 愛情多一口      | 林瑞         | 趙正平           |
| 2016              | 殺了我                        | 朴醫生       | 羅至中           |
| 2018              | 殺了我2                       | 朴醫生       | 羅至中           |
| 2020              | 三春記                        | 區國強       | 鄧安寧           |
| 2025              | 啥人顧性命                    |              | 楊孟嘉           |
| 微電影/短片       |                               |              |                  |
| 2015              | 公視學生劇展- 登山            | 阿輝         | 莊翔安           |
| 2016              | 105災害勞工個案服務- 星夜微光 | 李德銘       | 吳永欽           |
| 2017              | LEXUS- 影藏                   | 照相館老闆   | 林立書           |

## 電視劇
| 年份   | 首 播           | 劇 名                           | 角 色        |
| 1987年 | 台視            | 玫瑰人生                        | 毛豆         |
|        | 台視            | 中國民間故事- 藍采和傳奇        | 藍采和       |
|        | 台視            | 中國民間故事- 打狗英雄傳        | 李武雄       |
|        | 台視            | 中國民間故事- 亡靈報冤記        | 陳火木       |
|        | 台視            | 中國民間故事- 三世和尚          | 陳子生       |
|        | 台視            | 中國民間故事- 黑旋風傳奇        | 李逵         |
|        | 台視            | 中國民間故事- 偷拳              | 陳清平       |
|        | 台視            | 中國民間故事- 紫影魔光          | 多嘴仙       |
|        | 台視            | 中國民間故事- 英雄膽            | 逍遙侯       |
|        | 台視            | 中國民間故事- 捉鬼奇兵          | 許建文       |
|        | 台視            | 中國民間故事- 太上老君傳奇      | 李耳         |
| 1988年 |                 | 法窗夜雨                        | 陳寶明       |
| 1988年 | 台視            | 八月桂花香                      | 演員         |
| 1989年 | 台視            | 台視劇場- 天作之合              | 高在尚       |
| 1989年 | 台視            | 又見郵差來按鈴                  | 范辰         |
| 1990年 | 台視            | 郵差三度來按鈴                  | 楚漢         |
| 1990年 | 台視            | 台視劇場- 百年好合              | 高在尚       |
| 1991年 |                 | 愛在春風裡                      | 莊度城       |
| 1994年 |                 | 火鶴                            | 子           |
| 1994年 | 中視            | 桃花女鬥周公                    | 彭大         |
| 1996年 | 華視            | 三國英雄傳之關公                | 吉           |
| 1997年 | 華視            | 台灣靈異事件                    | 蘇鎮東       |
| 1997年 | 民視            | 嘉慶君遊台灣                    | 柳義隆       |
| 1998年 | 華視            | 台灣靈異事件- 哭泣的刺青        | 陳文祥       |
| 1999年 | 華視            | 台灣靈異事件- 牽魂/色膽包天     | 小夏         |
| 1999年 | 華視            | 台灣靈異事件- 碾玉觀音 文英殉職 | 黃立輝       |
| 1999年 | 華視            | 台灣怪談- 牽魂車                | 小夏         |
| 1999年 | 華視            | 台灣靈異事件- 人賣鬼            | 光頭         |
| 2000年 | 華視            | 台灣靈異事件- 搶救鐵頭刑警      | 賴火旺       |
| 2000年 | 三立台灣台      | 九龍傳說                        | 張富貴       |
| 2001年 | 台視            | 流氓教授                        | 副隊長       |
| 2001年 | 台視/三立都會台 | 薰衣草                          | Peter        |
| 2001年 | 三立台灣台      | 戲說台灣-少年廖添丁             | 阿坤伯       |
| 2002年 | 公視            | 公主徹夜未眠                    | 邱茂輝       |
| 2002年 | 華視/三立都會台 | MVP情人                         | 校長         |
| 2003年 | 民視            | 新玫瑰瞳鈴眼-玻璃缸裡的女人     | 阿坤         |
| 2003年 | TVBS歡樂台      | 七年級生                        | 林火旺       |
| 2003年 | 公視            | 孽子                            | 烏鴉         |
| 2003年 | 民視            | 日正當中                        | 酒客         |
| 2003年 | 華視            | 麻辣學園妙鮮師                  | 蘇發條       |
| 2004年 | 大愛電視台      | 讓愛傳出去                      | 朱以德       |
| 2004年 | 公視            | 風中緋櫻                        | 老闆         |
| 2005年 | 大愛電視台      | 把愛找回來                      | 王金德       |
| 2005年 | 大愛電視台      | 阿桃                            | 何江水       |
| 2005年 | 華視            | 生命的太陽                      | 趙標         |
| 2005年 | 八大綜合台      | 終極一班                        | 賈勇         |
| 2006年 | 緯來綜合台      | 我的兒子是老大                  | 方尼         |
| 2006年 | 客家電視台      | 魯冰花                          | 徐大木       |
| 2006年 | 三立台灣台      | 天下第一味                      | 廖金生       |
| 2006年 | 華視            | 我們結婚吧                      | 船頭         |
| 2007年 | 華視/八大綜合台 | 熱情仲夏                        | 夏爸         |
| 2007年 | 中視/八大綜合台 | 公主小妹                        | 伊森川       |
| 2007年 | 大愛電視台      | 晚晴                            | 涂華光       |
| 2007年 | 中視/八大綜合台 | 籃球火                          | 諾姆         |
| 2007年 | 八大綜合台      | 終極一家                        | 斬魔獵士     |
| 2007年 | 民視/八大綜合台 | 霹靂MIT                         | 山姆         |
| 2008年 | 中視/八大綜合台 | 翻滾吧!蛋炒飯                   | 楊董         |
| 2008年 | 三立台灣台      | 真情滿天下                      | 楊嘉榮       |
| 2009年 | 民視/八大綜合台 | 終極三國                        | 呂伯奢       |
| 2009年 | 中視/八大綜合台 | 愛就宅一起                      | 丹尼爾       |
| 2009年 | 中視/八大綜合台 | 桃花小妹                        | 提米         |
| 2009年 | 台視/三立都會台 | 福氣又安康                      | 村長         |
| 2009年 | 華視/八大綜合台 | 阿鼻神盾                        | 雷蒙         |
| 2009年 | 三立台灣台      | 天下父母心                      | 鄭鐵炮       |
| 2009年 | 台視/三立都會台 | 下一站，幸福                    | 花芬方       |
| 2010年 | 公視            | 死神少女                        | 曾國全       |
| 2010年 | 民視/八大綜合台 | 愛似百匯_(電視劇)               | 韋恩         |
| 2010年 | 客家電視台      | 牽紙鷂的手                      | 繼父         |
| 2010年 | 台視            | 偷心大聖PS男                    | 馬成龍       |
| 2010年 | 東森幼幼台      | 萌學園之萌騎士傳奇              | 帕滑落地     |
| 2010年 | 東森幼幼台      | 萌學園2聖戰再起                 | 帕滑落地     |
| 2010年 | 三立台灣台      | 家和萬事興                      | 方黑龍       |
| 2011年 | 華視            | 艋舺燿輝                        | 秦好漢       |
| 2011年 | 大愛電視台      | 戀戀情深                        | 周清火       |
| 2011年 | 公視            | 瑰寶1949                        | 胡阿三       |
| 2011年 | 大愛電視台      | 讓愛飛翔                        | 阿仁         |
| 2011年 | 東森幼幼台      | 萌學園3魔法號令                 | 帕滑落地     |
| 2011年 | 大愛電視台      | 峰回青春路                      | 江爸         |
| 2012年 | 東森幼幼台      | 萌學園4時空戰役                 | 帕滑落地     |
| 2012年 | 八大綜合台      | 終極一班2                       | 賈勇         |
| 2012年 | 三立台灣台      | 牽手                            | 謝正道花大財 |
| 2012年 | 三立台灣台      | 天下女人心                      | 劉德華       |
| 2013年 | 東森幼幼台      | 萌學園5異界對決                 | 帕滑落地     |
| 2013年 | 八大綜合台      | 終極一班3                       | 賈勇         |
| 2013年 | 大愛電視台      | 路長情更長                      | 林乾得       |
| 2013年 | 三立台灣台      | 世間情                          | 郭永慶       |
| 2014年 | 三立台灣台      | 熱海戀歌                        | 許旺松       |
| 2014年 | 大愛電視台      | 又見春風化雨                    | 梁父         |
| 2014年 | 中視/八大綜合台 | 終極X宿舍                       | 斬魔獵士     |
| 2014年 | 八大綜合台      | 終極惡女                        | 夜行者       |
| 2014年 | 台視            | 妹妹                            | 周父         |
| 2014年 | 東森幼幼台      | 萌學園6復活之戰                 | 帕滑落地     |
| 2014年 | 大愛電視台      | 光合一加一                      | 楊仔         |
| 2015年 | 台視            | 哇！陳怡君                      | 杜聲         |
| 2015年 | 華視            | 一代新兵之八極少年              | 丁連山       |
| 2015年 | 三立台灣台      | 思慕的人                        | 阿慶         |
| 2015年 | 台視/三立都會台 | 愛上哥們                        | 南刑天       |
| 2016年 | 八大綜合台      | 終極一班4                       | 賈勇         |
| 2016年 | 台視            | 必勝練習生                      | 宋承憲       |
| 2016年 | 台視            | 700歲旅程                       | 高明誠       |
| 2017年 | KKTV            | 紅色氣球                        | 夏台生       |
| 2018年 | 三立台灣台      | 金家好媳婦                      | 金有德       |
| 2018年 | 大愛電視台      | 長盤決勝                        | 黎先生       |
| 2018年 | 愛奇藝          | 終極一班5                       | 賈勇         |
| 2019年 | 大愛電視台      | 菜頭梗的滋味                    | 奇清         |
| 2019年 | 華視            | 最佳利益                        | 江紹宏       |
| 2019年 | 華視            | 俗女養成記                      | 陳義生       |
| 2019年 | 東森戲劇台      | 美味滿閣                        | 阿告師       |
| 2020年 | 大愛電視台      | 舞出寂靜                        | 林聰墉       |
| 2020年 | FriDay影音      | 國際橋牌社                      | 陸中華       |
| 2020年 | 八大戲劇台      | 覆活                            | 方彥華       |
| 2020年 | Netflix         | 誰是被害者                      | 劉光勇       |
| 2020年 | 中天綜合台      | 腦波小姐                        | 丁岸偉       |
| 2021年 | 大愛電視台      | 飄洋過海來愛你                  | 江俊賢       |
| 2021年 | 大愛電視台      | 阿良的歸白人生                  | 李明輝       |
| 2021年 | 公視            | 斯卡羅                          | 林阿九       |
| 2021年 | 華視            | 俗女養成記2                     | 陳義生       |
| 2021年 | 愛奇藝          | 逆局                            | 廖正雄       |
| 2021年 | YouTube/公視    | 國際橋牌社2                     | 陸中華       |
| 2021年 | 三立台灣台      | 天之驕女                        | 彭其先       |
| 2021年 | 公視/客家電視台 | 茶金                            | 盛文公       |
| 2022年 | 東森戲劇台/KKTV | 我家浴缸的二三事                | 爺爺         |
| 2022年 | 大愛電視台      | 隨風 隨緣                       | 國寶         |
| 2022年 | 台視            | 美麗人生                        | 王大門       |
| 2022年 | 公視            | 村裡來了個暴走女外科            | 胡念祖       |
| 2022年 | Netflix         | 媽，別鬧了！                    | 伍康凱       |
| 2022年 | 民視            | 決勝的揮拍                      | 薛忠勇       |
| 2023年 | Netflix         | 人選之人-造浪者                 | 徐南齊       |
| 2023年 | 公視/八大戲劇台 | 最佳利益2－決戰利益             | 江紹宏       |
| 2023年 | 公視/八大戲劇台 | 最佳利益3－最終利益             | 江紹宏       |
| 2023年 | 大愛電視台      | 搜尋者                          | 盧叔叔       |
| 2023年 | myVideo         | 百味小廚神－中元大餐            | 蔡國龍       |
| 2023年 | 三立都會台      | 美食無間                        | 莊其森       |
| 2023年 | 三立台灣台      | 天道                            | 鄭清波       |
| 2023年 | 公視            | 不可饒恕的人                    | 阿良         |
| 2024年 | 客家電視台      | 女孩上場2                       | 蔡董         |
| 2024年 | 公視/八大戲劇台 | 不夠善良的我們                  | 房東         |
| 2024年 | 大愛電視台      | 你準備萌芽了嗎？                | 李富源       |
| 2024年 | ViuTV           | 島嶼協奏曲                      | 水伯         |
| 2024年 | 華視/公視台語台 | 孔雀魚                          | 米漿老大     |
| 2024年 | 客家電視台      | 客家電視電影院：唱歌給你聽      | 邱志貴       |
| 2025年 | 公視台語台      | 啥人顧性命                      | 許富強       |
| 2025年 | 大愛電視台      | 九如一家人                      | 林銘泰       |
| 2025年 | 公視            | 你好，我是接體員                | 師父         |

## MV
- 2023年 蔡恩雨《一個人的傻事》

## 舞台劇
- 蘭陵劇坊《那露波傳奇》
- 蘭陵劇坊《馬尼拉藝術節─貓的天堂》
- 蘭陵劇坊《演員實驗教室》
- 屏風表演班《三人行不行Ⅰ》
- 屏風表演班《三人行不行II─城市之慌》
- 屏風表演班《三人行不行Ⅳ─長期玩命》
- 屏風表演班《三人行不行Ⅴ─空城狀態》
- 屏風表演班《變種玫瑰》
- 屏風表演班《半里長城》
- 屏風表演班《民國78備忘錄》
- 屏風表演班《救國株式會社》
- 屏風表演班《鬆緊地帶》
- 屏風表演班《未曾相識》
- 屏風表演班《徵婚啟事》
- 屏風表演班《也無風也無雨》
- 屏風表演班《我妹妹》
- 屏風表演班《京戲啟示錄》
- 屏風表演班《莎姆雷特》
- 表演工作坊《永遠的微笑》
- 親愛的劇團《收信快樂》
- 全民大劇團《新年就快樂啦》
- 全民大劇團《同學會》
- 全民大劇團《岳母刺字時....媳婦是不贊成的》
- 全民大劇團《最後一封情書》
- 故事工廠《男言之隱》

## 主持節目
- 台灣電視公司《我愛彩虹》（參與「彩虹合唱團」單元，鳳飛飛主持，1～13集）
- 台灣電視公司《女丑劇場》
- 台灣電視公司《王牌登場》
- 八大電視台《主席有約》

### 媒體專欄
- 2008年1月3日聯合追星網獨家專訪 [3]

## 獎項紀錄

### 大專盃話劇比賽
| 年份 | 獲提名             | 獎項             | 結果 |
| ---- | ------------------ | ---------------- | ---- |
| 1984 | 中國海專《稻草人》 | 最佳男演員第三名 | 獲獎 |

### 金馬獎
| 年份 | 獲提名         | 獎項       | 結果 |
| ---- | -------------- | ---------- | ---- |
| 2000 | 《小百無禁忌》 | 最佳男配角 | 提名 |

### 金鐘獎
| 年份 | 獲提名                    | 獎項                       | 結果 |
| ---- | ------------------------- | -------------------------- | ---- |
| 2002 | 《薰衣草》                | 連續劇男配角獎             | 提名 |
| 2003 | 《公主徹夜未眠》          | 單元劇男配角獎             | 獲獎 |
| 2007 | 《晚晴》                  | 戲劇節目男主角獎           | 提名 |
| 2009 | 《三十秒過後》            | 迷你劇集／電視電影男主角獎 | 獲獎 |
| 2012 | 《歲月的籤詩》            | 迷你劇集／電視電影男配角獎 | 提名 |
| 2024 | 《客家電影院─唱歌給你聽》 | 迷你劇集／電視電影男主角獎 | 提名 |

### 亞洲電視大獎
| 年份 | 獲提名                    | 獎項         | 結果 |
| ---- | ------------------------- | ------------ | ---- |
| 2020 | 《三春記》                | 最佳男主角獎 | 提名 |
| 2023 | 《決勝的揮拍》            | 最佳男配角獎 | 提名 |
| 2024 | 《客家電影院─唱歌給你聽》 | 最佳男主角獎 | 提名 |

### 亞洲影藝創意大獎
| 年份 | 獲提名     | 獎項         | 結果 |
| ---- | ---------- | ------------ | ---- |
| 2020 | 《三春記》 | 最佳男主角獎 | 提名 |

## 外部連結
- 夏靖庭的Facebook專頁
- 夏靖庭在香港影庫上的簡介
- 夏靖庭的新浪微博
- 夏靖庭在时光网上的簡介（简体中文）